# تشارلز كلارك (لاعب كريكت)
تشارلز كلارك (11 أبريل 1878 - ) (بالإنجليزية: Charles Clarke)‏ هو لاعب كريكت بريطاني.